# Alajos Mészáros

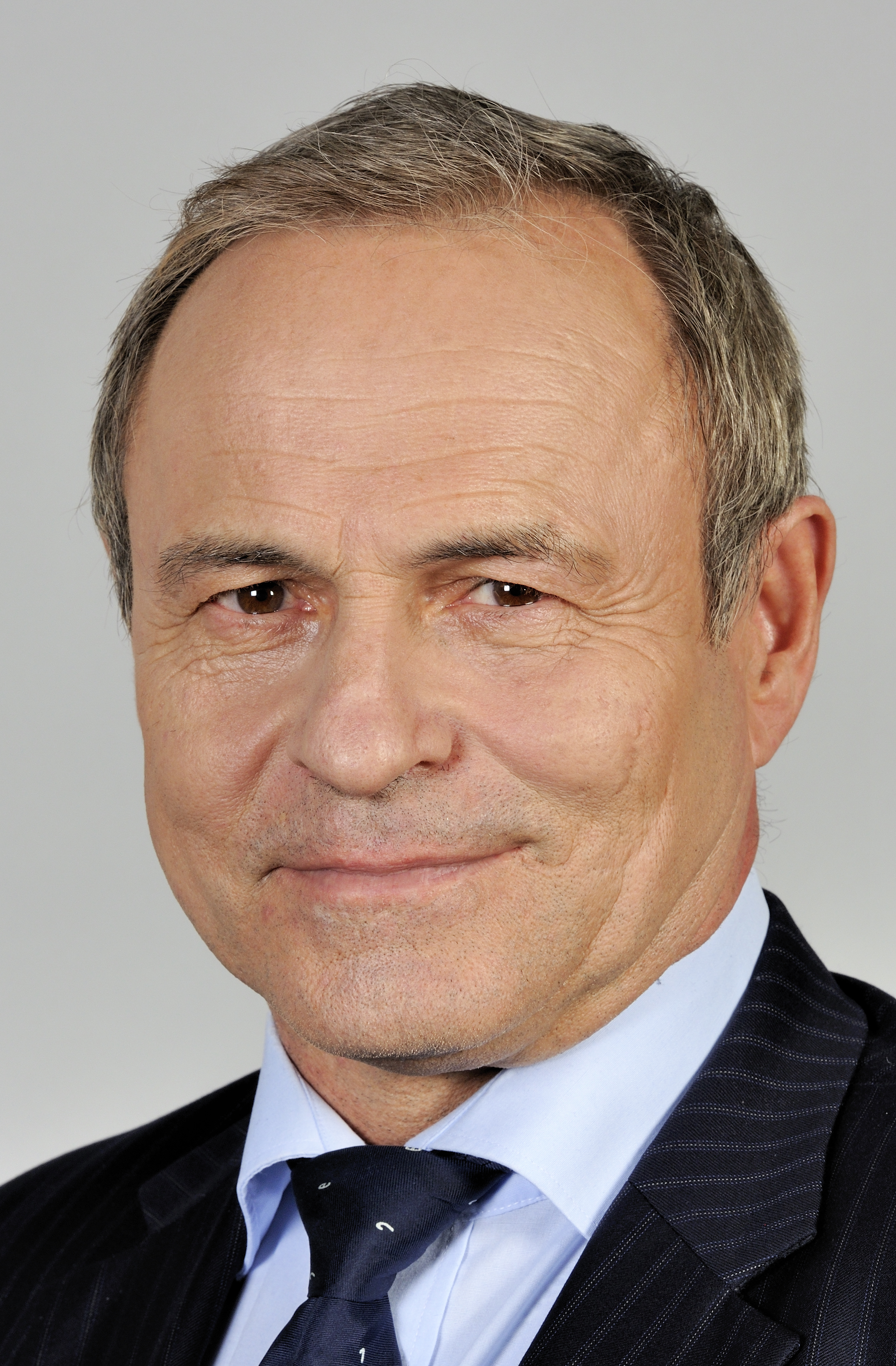
Alajos Mészáros (2014)

Alajos Mészáros (* 18. Juni 1952 in Bratislava) ist ein slowakischer Politiker der Partei der ungarischen Gemeinschaft.

## Leben
Mészáros studierte Chemie. Seit 2009 ist  Mészáros Abgeordneter im Europäischen Parlament.